# 里米爾角
69°30′S 62°25′W / 69.500°S 62.417°W
里米爾角是南極洲的海岬，位於帕爾默地東岸的赫斯特島中部，以澳大利亞的極地探險家命名，現時由南極條約體系管理。